# Olympische Sommerspiele 1900/Schwimmen – 200 m Freistil (Männer)
Der Schwimmwettkampf über 200 Meter Freistil der Männer bei den Olympischen Spielen 1900 in Paris wurde vom 11. bis 12. August 1900 ausgetragen. Es war die erste Austragung des Wettbewerbs. Olympiasieger wurde Frederick Lane aus Australien. Silber gewann der Ungar Zoltán Halmay und Bronze ging an Karl Ruberl aus Österreich.

## Rekorde
Vor Beginn der Olympischen Spiele war folgender Rekord gültig:
| Olympischer Rekord | nie ausgetragen |

Folgender neuer Rekord wurde aufgestellt:
| Olympischer Rekord | 2:22,6 min | Karl Ruberl | Vorlauf |

## Ergebnisse

### Vorläufe
Der schnellste Athlet eines jeden Laufs sowie die fünf weiteren Zeitschnellsten aller Läufe qualifizierten sich für das Finale.
Lauf 1
| Rang | Athlet          | Nation          | Zeit       | Anm. |
| ---- | --------------- | --------------- | ---------- | ---- |
| 1    | Otto Wahle      | Österreich      | 2:35,6 min |      |
| 2    | Robert Crawshaw | Großbritannien  | 2:40,0 min |      |
| 3    | Julius Frey     | Deutsches Reich | 2:50,4 min |      |
| 4    | Erik Eriksson   | Schweden        | 3:05,8 min |      |
| 5    | Paolo Bussetti  | Italien         | 3:35,0 min |      |

Lauf 2
| Rang | Athlet        | Nation         | Zeit       | Anm. |
| ---- | ------------- | -------------- | ---------- | ---- |
| 1    | Zoltán Halmay | Ungarn         | 2:38,0 min |      |
| 2    | Peter Kemp    | Großbritannien | 2:51,0 min |      |
| 3    | R. Féret      | Frankreich     | 3:12,2 min |      |
| 4    | Victor Cadet  | Frankreich     | 3:24,0 min |      |

Lauf 3
| Rang | Athlet           | Nation     | Zeit       | Anm. |
| ---- | ---------------- | ---------- | ---------- | ---- |
| 1    | Frederick Lane   | Australien | 2:59,0 min |      |
| 2    | René Tartara     | Frankreich | 3:13,0 min |      |
| 3    | Victor Hochepied | Frankreich | 3:46,6 min |      |
| 4    | Texier           | Frankreich | 3:47,0 min |      |
| 5    | Pierre Peyrusson | Frankreich | 3:47,6 min |      |
|      | Pujol            | Frankreich | DNF        |      |

Lauf 4
| Rang | Athlet               | Nation             | Zeit       | Anm. |
| ---- | -------------------- | ------------------ | ---------- | ---- |
| 1    | Jules Clévenot       | Frankreich         | 3:05,0 min |      |
| 2    | Herman de By         | Niederlande        | 3:10,4 min |      |
| 3    | Fred Hendschel       | Vereinigte Staaten | 3:42,0 min |      |
| 4    | Richard von Foregger | Österreich         | 4:32,0 min |      |
| 5    | Jacques Léauté       | Frankreich         | 4:39,4 min |      |

Lauf 5
| Rang | Athlet              | Nation         | Zeit       | Anm. |
| ---- | ------------------- | -------------- | ---------- | ---- |
| 1    | Karl Ruberl         | Österreich     | 2:22,6 min | OR   |
| 2    | Frederick Stapleton | Großbritannien | 2:47,0 min |      |
| 3    | Louis Martin        | Frankreich     | 2:47,4 min |      |
| 4    | Maurice Hochepied   | Frankreich     | 2:48,0 min |      |
| 5    | A. Adam             | Frankreich     | 4:28,0 min |      |
| 6    | Ronaux              | Frankreich     | 4:36,4 min |      |

### Finale
| Rang | Athlet              | Nation          | Zeit       | Anm. |
| ---- | ------------------- | --------------- | ---------- | ---- |
| 1    | Frederick Lane      | Australien      | 2:25,2 min |      |
| 2    | Zoltán Halmay       | Ungarn          | 2:31,4 min |      |
| 3    | Karl Ruberl         | Österreich      | 2:32,0 min |      |
| 4    | Robert Crawshaw     | Großbritannien  | 2:45,6 min |      |
| 5    | Maurice Hochepied   | Frankreich      | 2:53,0 min |      |
| 6    | Frederick Stapleton | Großbritannien  | 2:55,0 min |      |
| 7    | Jules Clévenot      | Frankreich      | 2:56,2 min |      |
| 8    | Julius Frey         | Deutsches Reich | 2:58,2 min |      |
| 9    | Louis Martin        | Frankreich      | unbekannt  |      |
|      | Otto Wahle          | Österreich      | DNS        |      |